# Gabriele Obmann
Gabriele Maria Obmann (* 1989 in Klagenfurt) ist eine österreichische Triathletin. Sie ist dreifache und amtierende Staatsmeisterin auf der Triathlon-Langdistanz (2021, 2022, 2023) und Mitteldistanz (2023).

## Werdegang
Gabriele Obmann wurde in Klagenfurt geboren, wuchs in Neumarkt in der Steiermark auf und ist seit 2015 als Triathletin aktiv. Sie wird trainiert von Kevin Höfferer. Im März 2021 wurde sie Dritte bei der Staatsmeisterschaft Wintertriathlon und seit Mai 2021 startet sie als Profi.

### Staatsmeisterin Triathlon-Langdistanz 2021
Im Juli wurde sie als Drittplatzierte beim Ironman Austria österreichische Staatsmeisterin auf der Triathlon-Langdistanz und zwei Wochen später wurde sie Vize-Staatsmeisterin auf der Triathlon-Mitteldistanz.
Im April 2022 wurde sie als beste Österreicherin Neunte im Ironman South Africa.
Im Mai 2023 wurde Obmann in der Steiermark beim Apfelland-Triathlon Triathlon-Staatsmeisterin auf der Mitteldistanz.
Im Mai 2024 wurde sie Triathlon-Vize-Staatsmeisterin bei der Challenge St. Pölten.
Gabriele Obmann ist seit 2015 im UKH Klagenfurt als OP-Schwester tätig.

## Sportliche Erfolge
| Datum/Jahr    | Rang | Wettbewerb                                       | Austragungsort  | Zeit     | Bemerkung                                                               |
| ------------- | ---- | ------------------------------------------------ | --------------- | -------- | ----------------------------------------------------------------------- |
| 26. Mai 2024  | 2    | ÖTRV Triathlon-Staatsmeisterschaft Mitteldistanz | St. Pölten      | 04:38:55 | Triathlon-Vize-Staatsmeisterin als Sechste bei der Challenge St. Pölten |
| 12. Mai 2024  | 3    | Challenge Cesenatico                             | Cesenatico      | 04:45:14 |                                                                         |
| 28. Mai 2023  | 1    | ÖTRV Triathlon-Staatsmeisterschaft Mitteldistanz | Stubenberg      | 04:30:01 | Triathlon-Staatsmeisterin beim Apfelland-Triathlon                      |
| 21. Mai 2023  | 11   | Challenge St. Pölten                             | St. Pölten      | 04:34:05 |                                                                         |
| 29. Mai 2022  | 7    | Challenge St. Pölten                             | St. Pölten      |          |                                                                         |
| 18. Juli 2021 | 2    | ÖTRV Staatsmeisterschaft Triathlon Mitteldistanz | Obertrum am See | 04:35:45 | Vize-Staatsmeisterin Mitteldistanz, im Rahmen des Trumer Triathlon      |

| Datum/Jahr    | Rang | Wettbewerb                                     | Austragungsort      | Zeit     | Bemerkung                                                                        |
| ------------- | ---- | ---------------------------------------------- | ------------------- | -------- | -------------------------------------------------------------------------------- |
| 22. Juni 2025 | 5    | Ironman Les Sables d’Olonne-Vendée             | Les Sables-d’Olonne | 08:54:57 |                                                                                  |
| 7. Juli 2024  | 5    | Challenge Roth                                 | Roth                | 08:50:15 |                                                                                  |
| 18. Juni 2023 | 2    | Ironman Austria                                | Klagenfurth         | 09:02:54 |                                                                                  |
| 3. Sep. 2022  | 1    | ÖTRV Staatsmeisterschaft Triathlon Langdistanz | Podersdorf          | 08:48:35 | Staatsmeisterin Langdistanz beim Austria-Triathlon                               |
| 3. Apr. 2022  | 9    | Ironman South Africa                           | Port Elizabeth      | 09:02:01 | verkürzte Schwimmdistanz (700 m Schwimmen, 1802 km Radfahren und 42,2 km Laufen) |
| 4. Juli 2021  | 1    | ÖTRV Staatsmeisterschaft Triathlon Langdistanz | Klagenfurt          |          | Staatsmeisterschaft Langdistanz; als Dritte beim Ironman Austria                 |
| 5. Sep. 2020  | 2    | ÖTRV Staatsmeisterschaft Triathlon Langdistanz | Podersdorf          | 09:15:11 | Vize-Staatsmeisterin Langdistanz beim Austria-Triathlon – Strecken zu kurz       |
| 7. Juli 2019  | 2    | ÖTRV Staatsmeisterschaft Triathlon Langdistanz | Klagenfurt          | 09:43:41 | Vize-Staatsmeisterin Langdistanz beim Ironman Austria                            |

| Datum/Jahr   | Rang | Wettbewerb                               | Austragungsort | Zeit     | Bemerkung           |
| ------------ | ---- | ---------------------------------------- | -------------- | -------- | ------------------- |
| 6. März 2021 | 3    | ÖTRV Staatsmeisterschaft Wintertriathlon | Villach        | 02:05:00 | hinter Carina Wasle |

(DNF – Did Not Finish)